# 돈므앙 국제공항
돈므앙 국제공항(태국어: ท่าอากาศยานดอนเมือง, 영어: Don Mueang International Airport, IATA: DMK, ICAO: VTBD)은 태국의 국제공항으로 한 때 수완나품 공항 개항 이후 국내선 노선만 운항하였으나 2012년에 국제선 노선이 수완나품 공항에서 이전되면서 일부 저가 항공사가 재취항하고 있다.

## 역사
1914년 3월 27일 공식적으로 개항하였는데 민간 운항은 1924년부터 시작되었다. 이 공항은 개항 전에 사 파툼 비행장으로 사용되고 있었다. 이 공항은 아시아의 주요 허브 공항이며, 타이항공의 허브 공항이었다. 2006년 9월 28일, 수완나품 공항이 개항하면서 임무가 이관되었다. 그러나 수완나품 공항의 운영비가 지나치게 높아 경제성이 떨어진다는 지적이 제기되면서 2007년 다시 공항의 운영을 재개하였다. 2009년 12월 13일, 평양발 수송기가 북한의 군수품을 수출하기 위한 비행 중 돈므앙 국제공항에 중간 급유를 위하여 착륙하였다가 억류되었다. 돈므앙 국제공항에 모두 3개의 터미널이 있다. 그 가운데 1·2 터미널은 국제선용으로 이용되었으나 2006년 이후에 더 이상 사용되지 않고 있지만 일부 저가 항공사의 국제선 노선이 재취항되면서 2012년에 다시 국제공항이 되었다.

## 운항 노선

### 국제선
| 항공사                 | 목적지 |
| ---------------------- | --- |
| 녹에어                 | 양곤, 하노이, 허페이, 호치민 계졀편: 난징 |
| 타이 에어아시아        | 광저우, 덴파사르/발리, 루앙프라방, 마카오, 만달레이, 벵갈로르, 비엔티안, 선전, 시안, 씨엠립, 싱가포르, 양곤, 우한, 샤먼, 제양, 창사, 첸나이, 충칭, 코친, 쿠알라룸푸르, 쿤밍, 페낭, 프놈펜, 하노이, 항저우, 홍콩(첵랍콕) |
| 타이 에어아시아 X      | 나고야(주부), 도쿄(나리타), 무스카트, 브리즈번, 상하이(푸둥), 서울(인천), 오사카(간사이), 후쿠오카, 전세편: 선양 |
| 타이 라이온 에어       | 광저우, 싱가포르, 양곤, 자카르타(수카르노 하타), 항저우 전세편: 난징, 지난, 충칭, 타이위안 |
| 대한항공               | 서울(인천) - (2024년 1월 3일 재취항) |
| 티웨이항공             | 서울(인천), 청주 |
| 타이거 항공 타이완     | 타이페이(타오위안) |
| 스쿠트                 | 싱가포르, 도쿄(나리타), 오사카(간사이) |
| 에어아시아             | 쿠알라룸푸르, 조호르바루 |
| 말린도 항공            | 쿠알라룸푸르 |
| 인도네시아 에어 아시아 | 자카르타(수카르노 하타), 덴파사르/발리, 메단 |
| 몰디브 항공            | 말레, 청두 |

### 국내선
| 항공사           | 목적지 |
| ---------------- | --- |
| 녹에어           | 암낫짜론부리람, 치앙마이, 핫야이, 매솟, 나콘시탐마랏, 나콘파놈, 나리타왓, 핏사눌록, 프래, 푸껫, 사콘나콘, 수랏타니, 나짱, 우본랏차타니, 우돈타니 |
| 타이 라이온 에어 | 치앙마이, 핫야이 |
| 타이 에어아시아  | 부리람, 치앙마이, 치앙라이, 핫야이, 끄라비, 나콘파놈, 니콘시탐마랏, 나라티왓, 푸껫, 수랏타니, 우본랏차타니, 우돈타니                             |

## 사건 및 사고
- 2007년 9월 16일 이륙직후 추락 사고를 일으킨 오리엔트 타이 항공의 자회사인 원투고 항공으로 사고 원인은 안개가 발생해 시아가 흐려져 일어났다.